# Huave (taal)
Het Huave (ook Ombeyüjts, Umbeyajts of Ombeayiüts genoemd) is een isolaat gesproken door de Ikojts (ook bekend als de Ikoots of de Huaves) in het oostelijke gedeelte van de Pacifische kust van de Mexicaanse staat Oaxaca, op de Landengte van Tehuantepec. De taal wordt in vier dorpen gesproken door circa 18.000 sprekers. De taal is met uitsterven bedreigd. Verschillende taalkundigen en antropologen hebben sinds de jaren 1980 in het dorp San Mateo del Mar, het grootste van de vier, onderzoek gedaan, en sinds het begin van dit millennium is er ook meer aandacht voor de kleinere dorpen in opkomst.